# Viện Hàn lâm Khoa học Ba Lan

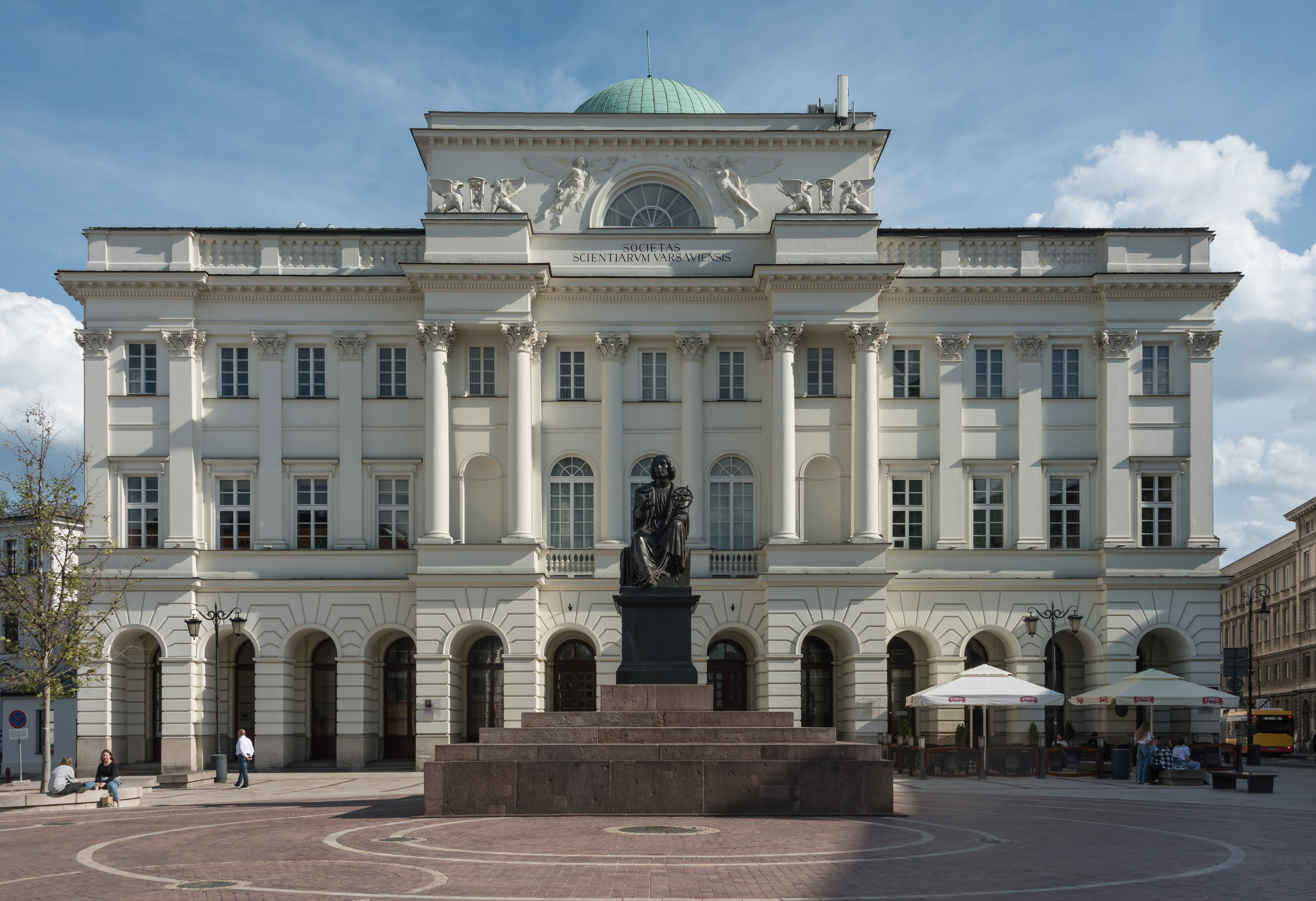
Lâu đài Staszic, trụ sở Viện Hàn lâm Khoa học Ba Lan, ở trung tâm Warsaw. Trước lâu đài này là tượng do Bertel Thorvaldsen tạc về Nicolaus Copernicus.

Viện Hàn lâm Khoa học Ba Lan (tiếng Ba Lan: Polska Akademia Nauk, PAN), trụ sở chính tại Warsaw, thủ đô Ba Lan, là một trong hai tổ chức Ba Lan có tính chất của một học viện hàn lâm khoa học.
Viện Khoa học Ba Lan (tiếng Ba Lan: Polska Akademia Nauk, viết tắt là PAN) là một tổ chức học thuật thuộc nhà nước Ba Lan, trụ sở chính tại Warsaw, được thành lập năm 1952 bởi sự hợp nhất của các hội học thuật trước đó, bao gồm Học viện Học thuật Ba Lan (Polska Akademia Umiejętności, viết tắt là PAU), với trụ sở tại Kraków, và Hội Bằng hữu học thuật Warsaw, vốn đã được thành lập vào cuối thế kỷ 18.
Viện Hàn lâm Khoa học Ba Lan có chức năng như một học học thuật hoạt động thông qua một hội đồng được bầu gồm các học giả và các viện nghiên cứu hàng đầu. Học viện cũng đã, hoạt động thông qua các ủy ban của nó, trở thành một cơ quan tư vấn khoa học lớn.
Năm 1989, Học viện Học thuật Ba Lan tại Kraków, tiếp tục tồn tại độc lập, tách biệt với Viện Hàn lâm Khoa học Ba Lan, tại Warsaw.

## Lãnh đạo
Chủ tịch Viện Hàn lâm Khoa học Ba Lan:
- 1952–1956: Jan Bohdan Dembowski
- 1957–1962: Tadeusz Kotarbiński
- 1962–1971: Janusz Groszkowski
- 1971–1977: Włodzimierz Trzebiatowski
- 1977–1980: Witold Nowacki
- 1980–1983: Aleksander Gieysztor
- 1984–1990: Jan Karol Kostrzewski
- 1990–1992: Aleksander Gieysztor
- 1993–1998: Leszek Kuźnicki
- 1999–2001: Mirosław Mossakowski
- 2002–2003: Jerzy Kołodziejczak
- 2003–2006: Andrzej Legocki
- 2007–2014: Michał Kleiber
- 2015–2018: Jerzy Duszyński
- 2019–2022: Jerzy Duszyński

## Thành viên đáng chú ý
- Franciszek Bujak, nhà sử học
- Tomasz Dietl, nhà vật lý học

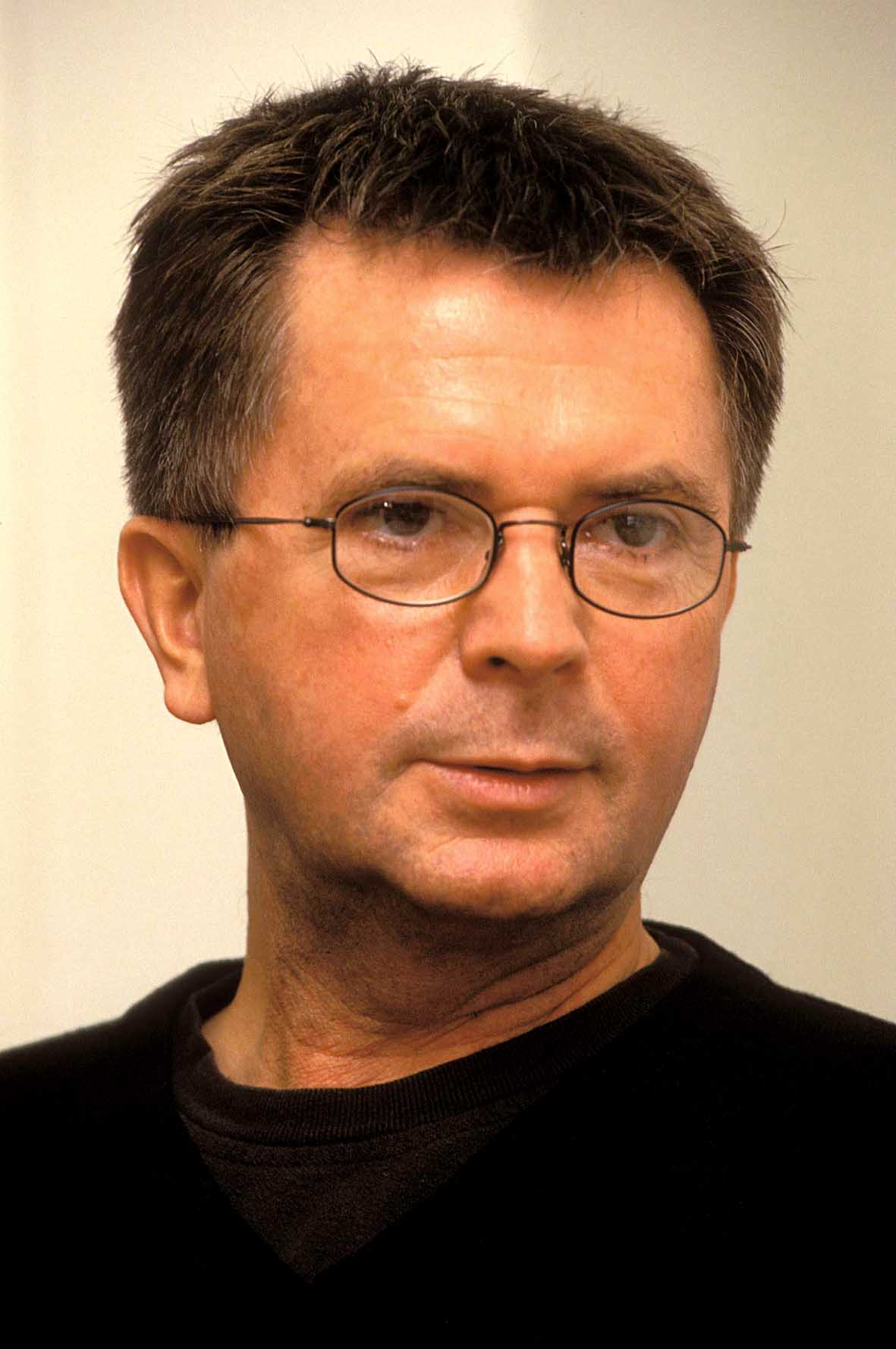
Aleksander Wolszczan

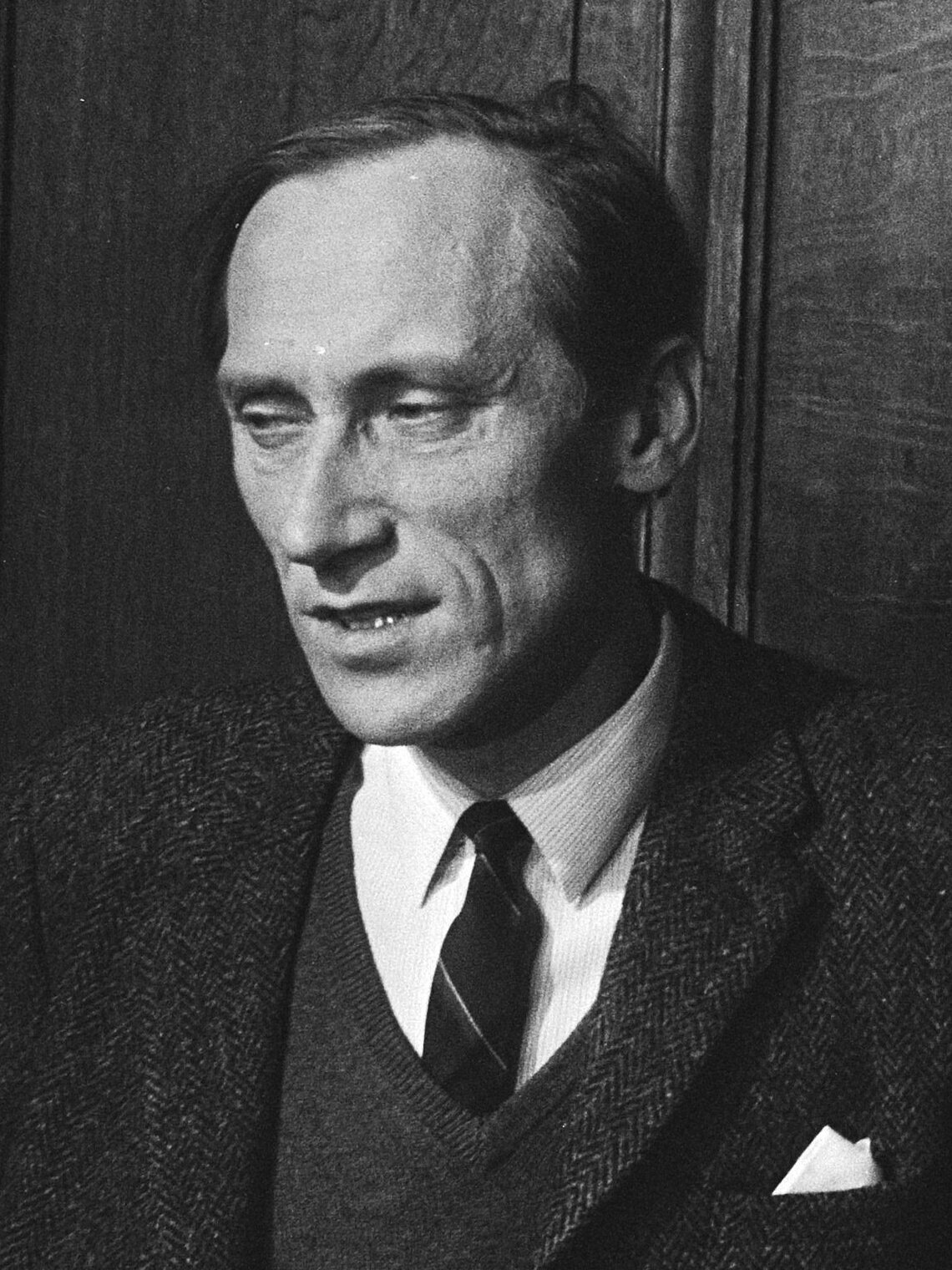
Leszek Kolakowski

- Aleksandra Dunin-Wąsowicz, nhà khảo cổ học
- Maria Janion, học giả, nhà phê bình và lý thuyết văn học
- Zofia Kielan-Jaworowska, nhà cổ sinh vật học
- Franciszek Kokot, bác sĩ thận học
- Stanisław Konturek, bác sĩ
- Leszek Kołakowski, nhà triết học
- Roman Kozłowski, nhà cổ sinh vật học
- Jacek Leociak, học giả văn học
- Wanda Leopold, tác giả, dịch giả và nhà phê bình văn học
- Mieczysław Mąkosza, nhà hóa học
- Zenon Mariak, nhà giải phẫu thần kinh, giáo sư
- Karol Myśliwiec, nhà khảo cổ học
- Witold Nowacki, nhà toán học (chủ tịch Viện từ năm 1978 đến 1980)
- Czesław Olech, nhà toán học
- Bohdan Paczyński, nhà vật lý thiên văn
- Włodzimierz Ptak, nhà miễn dịch học
- Marianna Sankiewicz-Budzyńska kỹ sư điện tử và viện sĩ
- Andrzej Schinzel, nhà toán học
- Jan Strelau, nhà tâm lý học
- Piotr Sztompka, nhà xã hội học
- Joanna Tokarska-Bakir, nhà nhân chủng học và học giả nghiên cứu tôn giáo
- Andrzej Trautman, nhà vật lý học
- Andrzej Udalski, nhà vật lý thiên văn và nhà thiên văn học
- Jerzy Vetulani, nhà dược lý học và nhà thần kinh học
- Jan Woleński, nhà triết học
- Aleksander Wolszczan, nhà thiên văn học
- Bernard Zabłocki, nhà vi sinh vật học và nhà miễn dịch học
- Stanisław Zagaja, nhà nghiên cứu khoa trồng cây ăn quả, giáo sư và viện trưởng Viện nghiên cứu về Cây quả và Trồng hoa

## Thành viên nước ngoài
- Aage Bohr, nhà vật lý học

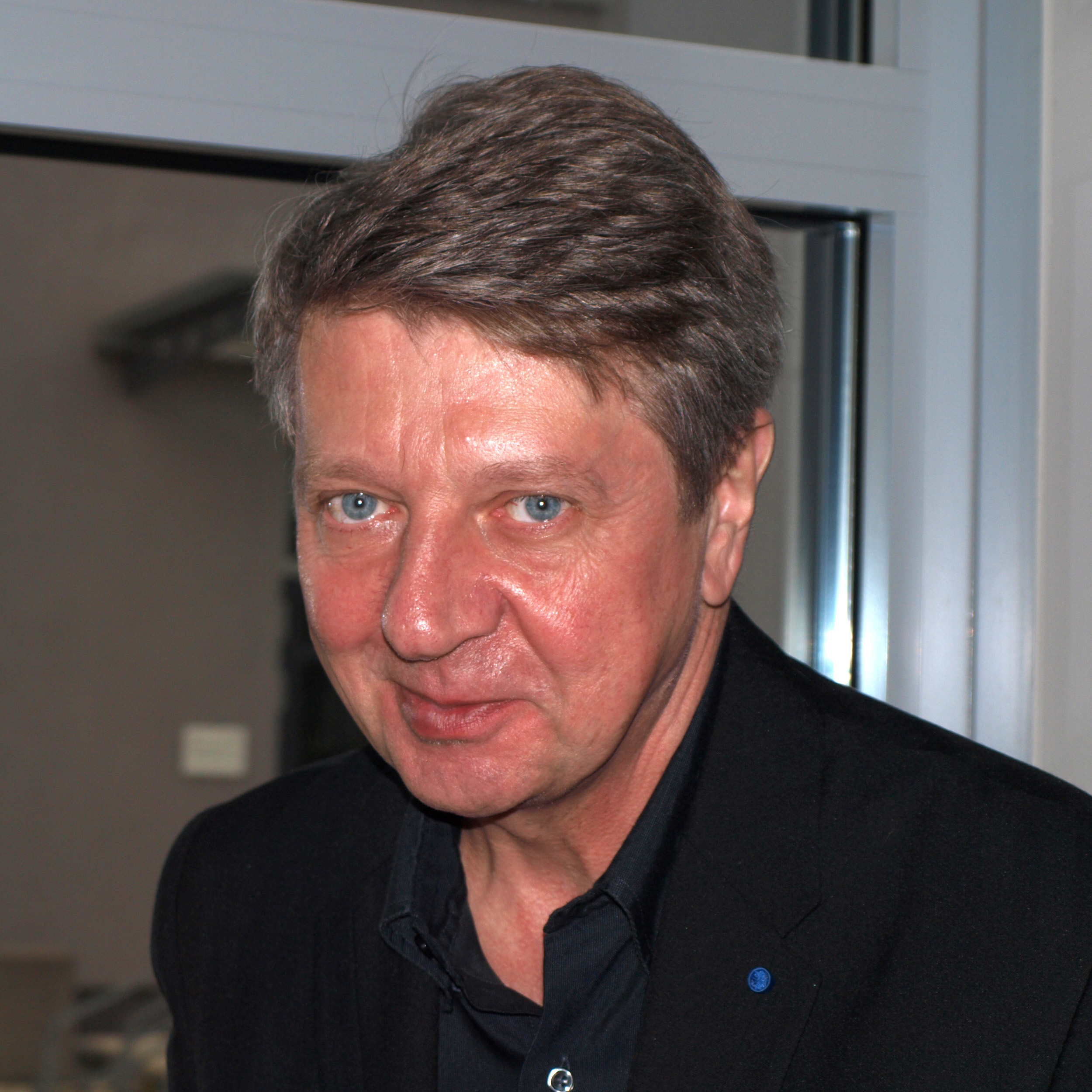
Krzysztof Matyjaszewski, người đoạt Giải Wolf

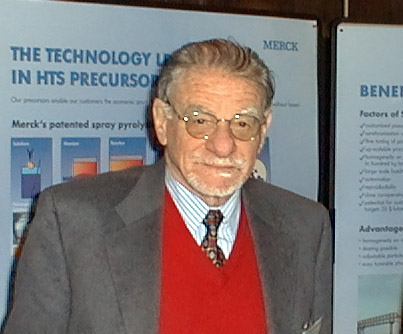
K. Alex Müller, người đoạt Giải Wolf

- Zbyszek Darzynkiewicz, nhà sinh học tế bào
- Joseph H. Eberly, nhà vật lý học
- Erol Gelenbe, nhà khoa học máy tính và kỹ sư
- Jack K. Hale, nhà toán học
- Stephen T. Holgate, bác sĩ miễn dịch học (2001)[3]
- Ernst Håkon Jahr, nhà ngôn ngữ học
- Krzysztof Matyjaszewski, nhà hóa học người Ba Lan làm việc tại Đại học Carnegie Mellon
- Karl Alexander Müller, nhà vật lý học
- Roger Penrose, nhà toán học
- Carlo Rubbia, nhà vật lý học
- Peter M. Simons, nhà triết học
- Boleslaw Szymanski, nhà khoa học máy tính
- Chen Ning Yang, nhà vật lý học
- George Zarnecki, nhà sử học nghệ thuật

## Tạp chí định kỳ
- Acta Arithmetica
- Acta Ornithologica
- Acta Palaeontologica Polonica
- Acta Physica Polonica
- Annales Zoologici
- Archaeologia Polona
- Fundamenta Mathematicae